# Lofta, Västerviks kommun
Lofta är kyrkbyn i Lofta socken i Västerviks kommun i Kalmar län. 
I byn återfinns Lofta kyrka.